# Джамоат імені Абді Авазова
Джамоат імені Абді́ Ава́зова (тадж. Ҷамоати ба номи Абди Авазов) — джамоат у складі Восейського району Хатлонської області Таджикистану.
Адміністративний центр — село Ґулобод.
До 4 жовтня 2011 року джамоат називався Мехнатободський.
Населення — 16646 осіб (2010; 16462 в 2009).
До складу джамоату входять 9 сіл:
| Населений пункт | Стара назва     | Населення, осіб (2009) | Населення, осіб (2010) |
| --------------- | --------------- | ---------------------- | ---------------------- |
| Боронкул        | -               | 550                    | 607                    |
| Восеобод        | Восеабад        | 1140                   | 1199                   |
| Восеободі-Калон | Восеабаді-Калон | 3420                   | 3454                   |
| Ґулобод         | Гульабад        | 3030                   | 3003                   |
| Ґулруд          | -               | 750                    | 793                    |
| Джавоні         | Комсомолабад    | 2520                   | 2528                   |
| Джаврез         | Арпатугулди     | 2999                   | 2845                   |
| Істіклол        | -               | 1650                   | 1730                   |
| Чорводорон      | -               | 403                    | 487                    |